# گونگ سون اوک
گونگ سون اوک (Gong Seon-ok) (زاده ۱۹۶۳) نویسنده مدرن کره جنوبی است.

## زندگی
زندگی اولیه گونگ آسان نبود. او در شهرستان گوکسونگ، استان جئولا جنوبی، کره جنوبی به دنیا آمد. پدرش که زودتر خانواده را ترک کرد، برای فرار از طلبکاران زندگی سرگردانی را رهبری کرد و مادرش از سلامتی ضعیف رنج می‌برد. اگرچه گونگ در دانشگاه پذیرفته شد، اما در نهایت به دلیل عدم توانایی پرداخت شهریه مجبور به ترک دانشگاه شد و با کار به عنوان دستیار کارخانه و خدمه اتوبوس‌های سریع‌السیر راه دور امرار معاش کرد. شاید به همین دلیل، زنان در داستان گونگ تمایل دارند که در انتهای نردبان اقتصادی باشند.
گونگ زندگی سنتی در مناطق روستایی را که انعکاس زادگاهش است به تصویر می‌کشد
امید را در آثار گونگ می‌توان یافت، امید به اراده قوی مردمی که سعی می‌کنند با نشاط در میان درد زندگی کنند.

## ترجمه
- «Приходите на поле гаоляна» (روسی)
- 《请到玉米地来》 (چینی)
- "شکوفایی زندگی ما" (کره‌ای: 우리 생애 의 꽃; لاتین‌نویسی اصلاح‌شده: uli saeng-ae ui kkoch
- "خانواده سرگردان" (کره‌ای: 유랑가족; لاتین‌نویسی اصلاح‌شده: Yuranggajok
- "La familia intinerante" (اسپانیایی)

## زبان کره ای
- سی سالگی ام در اوجی ری (کره‌ای: 오지리에 두고 온 서른살; لاتین‌نویسی اصلاح‌شده: Ojiri-e du-go on seoreunsal
- بلوم، نرگس (کره‌ای: 피어라 수선화; لاتین‌نویسی اصلاح‌شده: Pieora suseonhwa
- شکوفایی زندگی ما (کره‌ای: 우리 생애 의 꽃; لاتین‌نویسی اصلاح‌شده: uli saeng-ae ui kkoch
- علیبی برای زندگی بعدی (کره‌ای: 내 생의 알리바이; لاتین‌نویسی اصلاح‌شده: Nae saeng-ui allibai
- یک دنیای شگفت‌انگیز (کره‌ای: 멋진 한 세상; لاتین‌نویسی اصلاح‌شده: Meotjin han sesang
- به مزرعه سورگوم بیا (کره‌ای: 수수밭 으로 오세요; لاتین‌نویسی اصلاح‌شده: Susubat-euro oseyo
- خانواده سرگردان (کره‌ای: 유랑가족; لاتین‌نویسی اصلاح‌شده: Yuranggajok
- شادی در طول شب (کره‌ای: 명랑한 밤길; لاتین‌نویسی اصلاح‌شده: Myeongnanghan bamgil
- وقتی زیباترین بودم (کره‌ای: 내가 가장 예뻣을 때; لاتین‌نویسی اصلاح‌شده: Nae-ga gajang Yeppeosseul ddae
- روزهای گل (کره‌ای: 꽃 같은 시절; لاتین‌نویسی اصلاح‌شده: kkoch gat-eun sijeol

## جوایز
- جایزه ادبی اخبار زنان (۱۹۹۲)
- جایزه نویسندگی Shin Dongyeop (1995)
- جایزه هنرمند جوان امروز (۲۰۰۴)
- جایزه ادبی امسال (Olhaemunhaksang 2005)[۷]
- جایزه ادبیات Baek Sangae (2008)[۸]
- جایزه ادبیات Manhae (2009)[۹]
- جایزه ادبی اوه یونگ سو (۲۰۰۹)
- جایزه ادبیات کاتولیک (2009)[۱۰]
- جایزه ادبیات یوسان (2011)[۱۱]